# Кириллов, Александр Александрович
Александр Александрович Кириллов (род. 9 мая 1936 года, Москва) — советский и российский математик, педагог. Известен своими работами в области теории представлений, топологических групп и групп Ли.

## Биография
Будучи школьником, стал победителем Московской математической олимпиады в 1953 и 1954 годах. Окончил механико-математический факультет МГУ (1959) и аспирантуру при нём; ученик И. М. Гельфанда, сокурсник В. И. Арнольда и С. Н. Кружкова.
При защите диссертации «Унитарные представления нильпотентных групп Ли» на соискание учёной степени кандидата физико-математических наук (1962) ему была присвоена степень доктора физико-математических наук (в то время стал самым молодым доктором физико-математических наук в СССР). Профессор (1965). С 1962 года преподавал на механико-математическом факультете МГУ. С 1994 года преподаёт в Пенсильванском университете. Главный научный сотрудник ИППИ РАН.
Основные труды в области алгебры и функционального анализа. В топологической алгебре известны формулы Кириллова; в теории колец и моделей — размерности Гельфанда — Кириллова. Создал метод орбит в теории представлений.
Автор 4 монографий и около 100 статей в научных журналах.
Лауреат премии Московского математического общества молодым математикам (1966).
Член редколлегии журналов «Функциональный анализ и его приложения» (в 1987—1995 годах был главным редактором) и «Moscow Mathematical Journal».
С 2012 года является действительным членом Американского математического общества.
Сын — Александр Кириллов — тоже математик, живёт и работает в США.